# Exit scam
Exit scam (en català traduïble com estafa de fugida) és una estafa en la qual el negoci atura les ordres de comandes, però segueix rebent els pagaments de noves ordres de compra. Si l'entitat tingués una bona reputació, podria passar un temps abans que es reconegui àmpliament que les comandes no s'envien i, aleshores, l'entitat pot sortir amb els diners pagats per les comandes no enviades. Els clients que van confiar en l'empresa no s'adonen que les comandes no s'estan complint fins que l'empresa ja ha desaparegut.
Per contra, els compradors també poden perpetrar exit scams si, mentre planegen tancar el seu negoci o fugir en secret, adquireixen béns i serveis pels quals no tenen la intenció de pagar. Tanmateix, aquest tipus d'incidents són menys freqüents. A més, no és estrany que un contractant abandoni la seva activitat a causa d'una insolvència que no volia produir. Normalment, aquestes insolvències no es consideren actes delictius, i molt menys exit scams tret que hi hagi proves clares de mala fe, per exemple, si es pot demostrar que l'empresa va evitar pagar als venedors tot i que era solvent abans de tancar o es va convertir en insolvent a conseqüència de malversació o altres comportaments semblants.
Els venedors individuals sovint arriben a un punt de maduresa de reputació en què han venut prou producte per acumular una reputació significativa i fons en garantia, que molts poden optar per sortir amb aquests fons en lloc de competir al nivell de producte madur de major volum i preu més elevat. Per als venedors individuals, quan es produeix exit scam sol ser un esquema viable quan es tracten amb qualsevol producte físic (per al qual els compradors han d'esperar raonablement abans de rebre comandes, de manera que sovint concedeixen a l'autor un període de gràcia considerable abans que l'estafa ja no es pugui negar de manera plausible) en comparació a béns digitals, virtuals i altres béns intangibles que els compradors generalment esperen que es lliuraran en molt poc temps després de l'enviament del pagament.
Les estafes exit scam podrien ser una alternativa temptadora a un tancament no fraudulent d'operacions il·legals si l'operació s'anava a tancar inevitablement de totes maneres per altres motius. Si una entitat il·legal prospera venent o facilitant la venda de drogues il·lícites, per exemple, corre el risc constant de ser tancada per les autoritats, mentre que si els operadors fan una estafa scam exit, hi ha moltes millors perspectives per als autors de mantenir els seus beneficis i evitar un eventual enjudiciament.
Als mercats il·legals de la web fosca, sovint es perpetren scam exits. Tot i que els esquemes més comuns d'aquest tipus són perpetrats per venedors individuals que reben el pagament pel producte que no tenen intenció d'enviar, aquestes estafes també han estat perpetrades tant per compradors individuals que obtenen el producte que no tenen intenció de pagar com per operadors o administradors d'aquests mercats que, tancant tot un mercat, poden fugir amb qualsevol moneda que el mercat tingués a compte dels compradors o venedors en garantia en el moment de l'aturada. Independentment de qui perpetra l'estafa, si les parts enganyades participen de manera conscient en activitats il·legals, normalment no és una opció viable notificar a les forces de l'ordre.
Els exemples més coneguts són els venedors en línia on el comprador no coneix la identitat real o la ubicació física de l'estafador i, per tant, té pocs recursos. Els pagaments als mercats de la web fosca es fan normalment en criptomonedes com bitcoin o monero, on els pagaments són irreversibles i no es poden recuperar mitjançant una devolució de càrrec.
Un cas d'exic scam basat en criptomonedes és l'anomenat estirada de catifa.

## Exemples
L'any 2016, el mercat de la web fosca (mercat negre en línia) Evolution va ser citat com l'exemple de scam exit més gran fins ara, on els administradors aparentment es van esfumar amb 12 milions de dòlars en bitcoins, que es mantenien en garantia al mercat. Finalment, això seria superat per l'estafa scam exit de WSM (Wall Street Market) del 2019, en la qual es van robar 14,2 milions de dòlars en criptomonedes just abans que les autoritats s'apoderessin del lloc web.